# Skarżysko-Kamienna
Skarżysko-Kamienna è una città polacca del distretto di Skarżysko-Kamienna nel voivodato della Santacroce.

## Geografia fisica

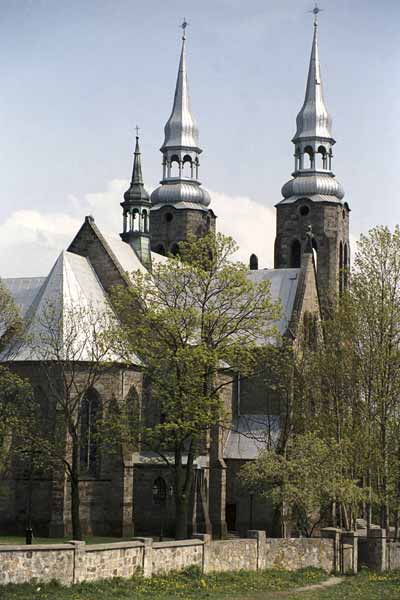
Chiesa del Sacro Cuore

Il comune ricopre una superficie di 64,16 km² e nel 2006 contava 48 957 abitanti.
La città è posizionata lungo il fiume Kamienna (da cui prende appunto il nome) ed i suoi affluenti Kamionka, Bernadka e Olesnica sul confine sud sud est dell'altopiano di Suchedniow e al limitare nord delle montagne del voivodato della Santacroce. Il territorio comunale confina a nord con il voivodato della Masovia.

## Infrastrutture e trasporti
È un importante punto di incontro delle vie di comunicazione; vi si incontrano infatti le strade e le ferrovie che collegano la Capitale Varsavia con Cracovia e Łódź con Rzeszów.

## Cultura e spettacolo
A Skarżysko-Kamienna è nato il gruppo rock Happysad.